# 羅伊·克金
羅伊·克金（Rory Culkin，1989年7月21日—）是美國的一位演員。他出演過的主要作品有奪命狂呼4等。他的哥哥麥考利·克金和基蘭·克金也是演員。